# Ицамнах-Балам III
Ицамнах-Балам III Великий (перевод имени: «Ицамна-Ягуар»; ? — 742) — царь государства древних майя Пачан, правивший около 60 лет в 681—742 годах.
С самого начала своего правления он вёл независимую политику, вёл войны с соседними государствами древних майя. При правлении Ицамнах-Балама III начался расцвет города Йашчилана.

## Биография
О начале правления Ицамнах-Балама III сведений почти нет. Известно, что в 689 году Ицамнах-Балам III взял в плен Ах-Сак-Ичий-Пата, бывшего родом из Саклакаля, области в составе государства Шукальнах. Предполагается, что эта война имела целью восстановление власти царя Шукальнаха Ах-Нак ея. Однако, эта попытка окончилась неудачно.
О правлении Ицамнах-Балама III на рубеже VII—VIII веков почти ничего не известно. Согласно надписям на двух иероглифических лестницах, Ицамнах-Балам III взял в плен двух пленников в 698 году и трёх царей в 708 году. Однако, что это были за цари, неизвестно.
На трёх памятниках, поставленных Ицамнах-Баламом III, говорится про победу над Ах-Кан-Усихом, правителем государства Буктуун. Однако, поскольку Буктуун больше нигде не упоминается, неизвестно, что это было за царство. Предполагается, что Буктуун был маленьким царством, бывшим под влиянием Шукальнаха. Причины войны с Буктууном неизвестны, есть две гипотезы: либо Буктуун был одним из противников шукальнахских вассалов Пачана, либо сам Шукальнах стал враждебен Пачану.
В 715 году изгнанный из своего государства монарх Шукальнаха Ах-Ольналь с помощью Ицамнах-Балама III вернулся на трон.
В 726 году Ицамнах-Балам III потерпел поражение от Йональ-Ака II, царя Йокиба. В результате поражения был взят в плен сахаль (наместник) Ицамнах-Балама III. В 729 году Ицамнах-Балам III пленил глашатая монарха Шукальнаха. В 731 году он победил царя государства Хишвиц.
Согласно надписи на стеле, установленной в правление Яшун-Балама IV, в 741 году Ицамнах-Балам III и Яшун-Балам IV, предположительно, сын Ицамнах-Балама III, совершили ритуальный танец. Согласно мнению учёных, это говорит о получении Яшун-Баламом IV жреческих функций. Считается, что эта надпись была ложной.
В 742 году Ицамнах-Балам III умер. Считается, что он был похоронен в так называемом «Погребении 2», находившимся в «Здании 23» в Йашчилане.

## Семья
У Ицамнах-Балама III было несколько жён. Самой влиятельной из них была Иш-Каб аль-Шоок. Ради Иш-Каб аль-Шоок Ицамнах-Балам III в 723—726 годах перестроил дворец на берегу Усумасинты.
По мнению Саймона Мартина и Николая Грубе, у Ицамнах-Балама III была также жена по имени Сак-Биян. Однако эту точку зрения оспаривает Богухвала Тушиньска. Согласно его мнению, Сак-Биян была дочерью Ицамнах-Балама III, скорее всего, от Иш-Каб аль-Шоок.
После смерти Ицамнах-Балама III и десяти лет правления Йопаат-Балама II (предположительно, бывшего сыном Ицамнах-Балама III) правителем Пачана (возможно, с помощью переворота) стал Яшун-Балам IV, родившийся от брака Ицамнах-Балама III с принцессой царства Кануль Иш-Ух-Чан-Вин (буквальный перевод имени: Луна — Небесное Зеркало) в 709 году. По мнению Линды Шиле и Дэвида Фрейделя, брак Ицамнах-Балама III с Иш-Ух-Чан-Вин имел целью союз Пачана с Канульским царством, бывшим по-прежнему могущественным в то время. Однако из-за сопротивления, которое местная элита оказывала браку Ицамнах-Балама III с Иш-Ух-Чан-Вин, он был вынужден балансировать между внутренней и внешней угрозой. Согласно мнению Богухвалы Тушиньски, Яшун-Балам IV не был сыном Ицамнах-Балама III, а занять трон ему помогло Канульское царство.

### Русскоязычная
- Сафронов, Александр Владимирович. Государства майя западного региона в классический период. Диссертация на соискание ученой степени кандидата исторических наук. — М., 2006.
- Токовинин А.А. Ритуальный танец майя в царских надписях городища Йашчилан (2-я пол. VIII в.). — М.: Исторический факультет МГУ, 2001. — Вып. 4.

### На других языках
- Linda Schele[англ.], David Freidel[англ.]. A Forest of Kings: The Untold Story of the Ancient Maya. — New York: Harper Perennial, 1990. — ISBN 0-688-11204-8.
- Boguchwała Tuszyńska. Some Notes on Wives and Concubines (англ.) // Wayeb Notes. — 2009. — No. 31. — ISSN 1379-8286.
- Simon Martin, Nikolai Grube. Chronicle of the Maya Kings and Queens: Deciphering the Dynasties of the Ancient Maya. Second edition. — London and New York: Thames & Hudson, 2008.
- Martin, Simon, and Miller, Mary. Courtly Art of the Ancient Maya. — New York: Thames & Hudson, 2004. Архивировано 22 августа 2014 года.